# Illinois' flag
Illinois' flag er hvidt og har delstatens segl i midten med delstatsnavnet under. Flaget blev indført 6. juli 1915, da kun med delstatsseglet. I 1970 blev navnet lagt til.
Delstatsseglet er præget af USA's nationalsymboler og domineres af en ørn som holder et flaginspireret skjold med tretten hvide stjerner mod blå baggrund og striber i rødt og hvidt. Ørnen er en hvidhovedet amerikansk havørn (Haliaeetus leucocephalus), i sig selv et nationalsymbol. Den holder et bånd med mottoet State Sovereignty, National Union. Ørnen hviler på en klippe som står i et prærielandskab. Emblemet indeholder også en solopgang, et symbol på den lovende fremtid. På klippen er årstallene 1818 og 1868 skrevet. Disse henviser til året Illinois fik status som delstat og til året delstatsseglet blev officielt vedtaget. 
Illinois' flag blev til efter en konkurrencen arrangeret af den patriotiske organisation Daughters of the American Revolution. Konkurrencen blev vundet af Lucy Derwent fra organisationens hold i Rockford.